# A Love So Beautiful
A Love So Beautiful (chinesisch 致我们单纯的小美好, Pinyin Zhì Wǒ Mén Dān Chún De Xiǎo Měi Hǎo) ist eine chinesische Fernsehserie mit Hu Yitian und Shen Yue, die auf dem Roman To Our Pure Little Beauty von Zhao Qianqian basiert. Die Fernsehserie wurde vom 9. November bis 7. Dezember 2017 für 23 Folgen auf Tencent Video ausgestrahlt.

## Handlung
Chen Xiaoxi und Jiang Chen sind Klassenkameraden an der Chenxi Secondary School und seit dem Kindergarten Nachbarn. Chen Xiaoxi, ein fröhliches Mädchen, das nicht viel lernt, drückt ihre Bewunderung gegenüber Jiang Chen aus, einem beliebten Studenten, der für sein gutes Aussehen und seine guten Noten bekannt ist.
Jiang Chen ist jedoch aufgrund des frühen Todes seines Vaters sehr distanziert und gleichgültig gegenüber Menschen. Zusammen mit ihren Freunden – dem lustigen, aber schmutzigen Lu Yang, der athletischen, aber stumpfen Lin Jingxiao und dem freudigen nationalen Schwimmer Wu Bosong – bereiten sich Chen Xiaoxi und Jiang Chen auf ihrer Reise durch die Sekundarschule und in Richtung auf ihre Gaokao-Aufnahmeprüfung vor.
Chen Xiaoxi unternimmt in der High School große Anstrengungen um Jiang Chens Zuneigung zu erlangen, z. B. einen Liebesbrief zu schreiben, sich auf den Besuch seiner Mutter vorzubereiten, für den Klassensprecher zu kandidieren, zu versuchen Tickets für die Manchester United zu erwerben und an einem Hürdenrennen teilzunehmen, um für Jiang Chen eine Uhr zu gewinnen. Bei einer Theateraufführung bekam sie die Aufgabe Donnergeräusche aufzunehmen und wurde vor der ganzen Schule gedemütigt, weil die falsche Aufnahme abgespielt wurde.
Jiang Chen hat auch Gefühle für Xiaoxi, aber er zeigt sie nicht. Er hilft ihr jedes Mal, wenn sie in Schwierigkeiten gerät. Sie wird von Lin Jingxiao motiviert, die sie bei all ihren Bemühungen unterstützt, Jiang Chens Aufmerksamkeit zu erregen.
Lu Yang wird von Jingxiaos kühner Haltung angezogen und verliebt sich in sie, Jingxiao jedoch weist ihn immer wieder ab.
Jingxiao beginnt sich in den Schularzt zu verlieben, nachdem er ihr sein Hemd gegeben hat, als sie sich, bei dem Versuch über die Schulmauer zu klettern, um sich mit ihrem im Ausland lebenden Vater zu treffen, die Hose zerrissen hatte.
Wu Bosong beginnt Xiaoxi zu mögen, nachdem sie ihn bei einem Schwimmwettkampf angefeuert hat. Er unternimmt große Anstrengungen, um seine Zuneigung zu ihr zu zeigen. So werden Jiang Chen und Wu Bosong, in Bezug auf Xiaoxi, immer mehr zu Rivalen.
Jiang Chen wird eifersüchtig auf Wu Bosongs Nähe zu Xiaoxi und weist sie daraufhin zurück, wenn Wu Bosong Xiaoxi zu Hilfe kommt. Am Tag einer Exkursion plant Xioaxi ein Feuerwerk für Jiang Chen, aber die Umstände wenden sich gegen sie und sie sieht, wie Li Wei Jiang Chen umarmt. Jiang Chen versucht Xiaoxis gebrochenes Herzen wieder zu heilen, aber vergebens.
Li Wei betrügt bei einer Prüfung und wird erwischt. Bei ihr wird eine Depression diagnostiziert, weshalb sie Diazepam aus der Krankenstation der Schule stiehlt und versucht Selbstmord zu begehen. Sie wird jedoch rechtzeitig von Dr. Li und Jiang Chen gerettet. Dr. Li übernimmt daraufhin die Verantwortung für die fehlenden Pillen, was zu seiner Suspendierung von der Schule führt. Jingxiao versucht die Schuld auf sich zu nehmen um Dr. Li zu retten und Lu Yang wird klar, dass Jingxiao in Dr. Li verliebt ist. Er beginnt dies zu erkennen und wird aufgrund seiner Herzprobleme bewusstlos. Dr. Li verlässt die Schule und Lu Yang erkennt öffentlich seine Gefühle für Jingxiao, in der Schulversammlung, an.
Lu Yang wird ins Krankenhaus eingeliefert und weigert sich, Jingxiao zu treffen.
Wu Bosong wird verletzt und muss sich aus der nationalen Schwimmmeisterschaft zurückziehen.
Nach einem Vorfall, bei dem Wu Bosongs Großmutter, aufgrund ihrer Demenz, Jiang Chen anstelle Wu Bosongs für dessen Schwimmfähigkeiten lobt, beschließt er Xiaoxi aufzugeben und sich auf das Schwimmen zu konzentrieren.
Jiang Chen besucht eine angesehene Universität in Peking, beschließt jedoch in der Nähe Medizin zu studieren, da er Xiaoxi nicht zurücklassen möchte.
Xiaoxis wird an der Universität abgelehnt und sie bereitet sich auf die Kunstaufnahmeprüfung vor. Sie besteht und studiert Kunst an derselben Universität wie Jiang Chen.
Jiangxiao und Lu Yang beginnen offiziell zu daten.
Jiang Chen wird ausdrucksvoller in Bezug auf seine Gefühle für Xiaoxi.
Als sie sich dem Abschluss nähern, beschließt Lu Yang sich einer Herzoperation zu unterziehen, welche ein Erfolg ist.
Jiang Chen wird geschäftiger und hat sehr wenig Zeit für Xiaoxi.
Jiang Chen bekommt die Möglichkeit, sich 4 Jahre lang in Peking weiterzubilden, aber er zögert es Xiaoxi zu sagen, welche es nach einem unglücklichen Vorfall durch Zufall von einer Krankenschwester in Jiang Chens Krankenhaus erfährt.
Verärgert beschließt Xiaoxi, sich von Jiang Chen zu trennen. Jiang Chen, unglücklich über den Verlust seines ersten Patienten in der Operation, geht zu Xiaoxi, doch sie zeigt ihm nichts wissend die kalte Schulter. Am nächsten Tag interpretiert Jiang Chen die Situation von Lu Yang und seinem Freund falsch, der Xiaoxi beim Auszug aus dem Hostel hilft, und beschließt, nach Peking zu gehen.
Nach 3 Jahren ist Wu Bosong eine Berühmtheit, Jingxiao strebt einen Master in Astronomie an, Lu Yang ist ein professioneller E-Sport-Spieler und Xiaoxi ist ein Karikaturist.
Als Xiaoxis Vater ausrutscht, sich die Wirbelsäule bricht und ins Krankenhaus eingeliefert wird, trifft sie Jiang Chen wieder, der aus Peking zurückgekehrt ist. Er ist entschlossen, Xiaoxi zurückzugewinnen. Er nimmt eine falsche Freundin zu Jingxiao und Lu Yangs Junggesellenabschied und verkauft sein Auto, um Xiaoxis Comic veröffentlichen zu lassen.
Xiaoxi ist zwischen ihren Gefühlen hin- und hergerissen, als Jiang Chen sagt, er wolle sie zurück.
Wu Bosong, verunsichert nach der Rückkehr von Jiang Chen, macht Xiaoxi einen Antrag, den sie ablehnt.
Betrunken bringt Wu Bosong Jiang Chen dazu, seine Gefühle gegenüber Xiaoxi zu bekennen, die sie über einen heimlichen Anrufs Wu Bosongs mithören kann. Jiang Chen und Xiaoxi versöhnen sich daraufhin wieder.
Xiaoxis Comic „A Love So Beautiful“, basierend auf ihrem Schulleben, ist ein Hit. Die fünf Freunde treffen sich bei Xiaoxis Signierstunde und gehen zusammen essen.
Am Ende hören wir Jiang Chens Perspektive der Geschichte.
In der letzten Folge werden wir in ihre Schulzeit zurückversetzt, als eine verärgerte Xiaoxi, die fälschlicherweise beschuldigt wird einen Einkaufsgutschein von ihrem Vater gestohlen zu haben, wegläuft, um an einem Gesangswettbewerb teilzunehmen. Sie wird von Jiang Chen nach Hause gebracht.

## Besetzung

### Hauptbesetzung
- Hu Yitian als Jiang Chen
- Shen Yue als Chen Xiaoxi

### Nebenbesetzung
- Gao Zhiting als Wu Bosong
- Wang Ziwei als Lin Jingxiao
- Sun Ning als Lu Yang
- Lü Yan als Li Wei
- Zhang He Hao Zhen als Li Shu
- Wang Jiahui als Qiao Lu